# 고론탈로마카크
고론탈로마카크 또는 두모가보네마카크 (Macaca nigrescens)는 긴꼬리원숭이과에 속하는 마카크의 일종이다. 셀레베스도가머리마카크와 가까운 친척이며, 때로는 아종으로 간주된다. 고론탈로마카크는 인도네시아 술라웨시섬의 고유종으로, 특히 북부 반도의 고론탈로주에 서식한다.

## 특징
고론탈로마카크는 머리부터 몸통까지 몸길이가 수컷은 약 60cm, 암컷은 50cm에 이르며, 꼬리 길이는 2~3cm이다. 근연종인 볏마카크처럼 고론탈로마카크는 머리 꼭대기에 솟아오른 털뭉치를 가지고 있으며, 높이는 5~10cm로 볏마카크(10~15cm)보다 짧다. 어린 개체는 밝은 갈색이며, 털뭉치, 팔, 손, 발은 검은색이다. 성체의 털은 짙은 적갈색에서 검은색을 띠며, 등 중앙에 검은색 줄무늬가 있다. 엉덩이에 있는 약간 콩알만한 크기의 털이 없는 굳은살은 짙은 갈색부터 짙은 주황색까지 띠며, 더 이상 갈라지지 않는다. 털이 없는 얼굴은 높은 뺨 융기를 가지고 있다.

## 생활사
고론탈로마카크 서식지는 해발 2,000m까지의 열대 저지대와 산악 우림이다. 모든 마카크와 마찬가지로 고론탈로마카크는 주행성 동물로 땅과 나무 모두에서 산다. 고론탈로마카크는 여러 마리의 수컷과 암컷으로 구성된 무리를 지어 생활한다. 고론탈로마카크의 먹이는 주로 과일(약 70~85%)과 잎, 새싹, 곤충이다. 때때로 농장에 침입하여 농작물(과일, 채소, 옥수수)을 먹기도 한다.
동남아시아 섬의 많은 주민들과 마찬가지로 고론탈로마카크는 인간에 의해 파편화된 20,000km² 미만의 서식지가 점진적으로 파괴됨으로써 위협을 받고 있다. 인간이 접근할 수 없는 보가니 나니 워타본 국립공원 산악 지역에서 고론탈로마카크는 비교적 안전하게 살고 있다.